# Боброво (гміна Ґоліна)
Боброво (пол. Bobrowo) — село в Польщі, у гміні Ґоліна Конінського повіту Великопольського воєводства.
Населення — 174 особи (2011).
У 1975-1998 роках село належало до Конінського воєводства.

## Демографія
Демографічна структура станом на 31 березня 2011 року:
|          | Загалом | Допрацездатний вік | Працездатний вік | Постпрацездатний вік |
| -------- | ------- | ------------------ | ---------------- | -------------------- |
| Чоловіки | 98      | 23                 | 66               | 9                    |
| Жінки    | 76      | 10                 | 40               | 26                   |
| Разом    | 174     | 33                 | 106              | 35                   |